# Écrits de guerre
Écrits de guerre est un ouvrage posthume de l'écrivain français Antoine de Saint-Exupéry, publié pour la première fois par Gallimard en 1982, Écrits de guerre apporte, pour la période 1939-1944, un ensemble de documents et de témoignages, parfois connus mais dispersés ou inaccessibles, souvent inédits, qui éclairent vivement son attitude pendant la guerre et sa destinée.
« Nombre de lecteurs, parmi les jeunes, éprouveront peut-être quelques peine à comprendre pourquoi Saint-Ex voulut combattre pour la France jusqu'à sa mort, pilotant un appareil interdit aux plus de trente ans, lui qui en avait plus de quarante, tout en rejetant toute affiliation au général de Gaulle et au gaullisme. Ces textes donnent une réponse (...) » Raymond Aron, extrait de la préface.